# Hermanos de armas
Hermanos de armas es una película muda de 1927 dirigida por Lewis Milestone que ganó un Óscar (1928) a la mejor dirección. La trama aborda las peripecias de dos soldados norteamericanos de la Primera Guerra Mundial que se escapan de una prisión alemana para vivir aventuras en Arabia.

## Reparto
- William Boyd ... W. Dangerfield Phelps III
- Mary Astor ... Mirza
- Louis Wolheim ... Sgto. Peter O'Gaffney
- Ian Keith ... Shevket Ben Ali
- Michael Vavitch ... El Emir
- Michael Visaroff ... El Exiliado
- Boris Karloff ... El Ladrón
- DeWitt Jennings ... Cónsul Americano
- Nicholas Dunaew ... Sirviente
- Jean Vachon ... Sirvienta
- David Cavendish ... Consejero

## Premios
Premios Óscar
| Año  | Categoría                                 | Nominado        | Resultado |
| ---- | ----------------------------------------- | --------------- | --------- |
| 1928 | Academia al Mejor Director de una Comedia | Lewis Milestone | Ganador   |